# Трушков, Александр Николаевич
Алекса́ндр Никола́евич Трушко́в (р. 24 октября 1955, Свердловск) — российский гобоист и музыкальный педагог, солист симфонического оркестра Мариинского театра и симфонический оркестра Свердловской филармонии, заслуженный артист Российской Федерации (2000).

## Биография
Окончил специальную музыкальную школу при Уральской государственной консерватории в 1974 году и консерваторию в 1979 году по классу Владимира Феденко.
С 1977 по 1984 год - солист симфонического оркестра Свердловской филармонии и преподаватель в Свердловском музыкальном училище. В 1983 году Александр Трушков стал лауреатом II премии Всероссийского конкурса музыкантов-исполнителей в Ленинграде.
В 1984 году переехал в Ленинград, где стал солистом симфонического оркестра оперы и балета имени С. М. Кирова. В 2000 году ему было присвоено почётное звание заслуженный артист Российской Федерации.